# Charles Tucker III
Charles Tucker a Bolygók Egyesült Föderációja létrejötte előtti korban játszódó Star Trek-sorozat, a Star Trek: Enterprise egyik szereplője, a Föld első olyan térhajtóművel (warp) rendelkező  csillaghajójának, az Enterprise  NX-01-nek a főgépésze, amelyik jelentősebb csillagközi felfedezőútra indult.
Tucker a harmincas évei végén járó földi férfi. Családjában ő a harmadik Charles Tucker, ezért általában Trip (=„triple”, azaz „harmadik”) Tuckernek becézik. Jonathan Archer kapitány egyik legjobb barátja. 2150-ben Archer kapitány vitte az Enterprise csillaghajóra. Gépészmérnök létére a legénység egyik „legősemberibb” tagja, inkább indulatai és érzelmei vezérlik, mint a számító racionalitás. Egy, a Föld elleni támadásban elvesztette nővérét, Elizabethet. Szerelmes lett T’Polba, aki viszontszerette.
A filmsorozat szerint ő a történelemben az első férfi, aki terhes lett, ráadásul egy idegen fajtól (egy xirilliántól).
Trip az Enterprise gépszeti mérnöke maradt egészen a küldetés végéig, csupán pár napot töltött az NX-02 Columbia csillaghajón, majd visszaigazolt az Enterprise-ra. Tulajdonképpen csak T’Pol miatt ment el az Enterprise-ról, mivel a nő nem mutatta, hogy viszonozza érzéseit. Parancsnoki rangját megtartotta egészen az utolsó, nem hivatalos küldetéséig, melyen az andoriai Shran elrabolt lányát segített visszaszerezni. A küldetés folyamán feláldozta életét, hogy megmentse barátait és az Enterprise-t.
A Tuckert megformáló színész Connor Trinneer.
Trip szerepel egy internetes fanfiction-sorozatban, a USS al-Qazwini-ben.